# Брянчаниновская Шишка
Брянчаниновская Шишка — шихан (сыртовый останец), расположенный в Асекеевском районе Оренбургской области на склоне долины реки Малый Кинель недалеко от села Брянчаниново. Ранее (до 2015 года) имел статус ландшафтно-геоморфологического памятника природы регионального уровня.
Брянчаниновская Шишка расположена в северо-западной части Оренбургской области, в южных отрогах возвышенности Кинельские яры Восточно-Европейской равнины. Резко выделяется в окружающем ландшафте благодаря высоте (возвышается более чем на 50 метров над уровнем реки Малый Кинель, подрезающей основание склона) и ландшафтным особенностям. В останце имеются обнажения с остатками ископаемых организмов. Участок петрофитной степной растительности.